# Aegoidus
Aegoidus är ett släkte av skalbaggar som ingår i familjen långhorningar.

## Arter
- Aegoidus calligrammus Bates, 1885
- Aegoidus debauvei (Guérin-Méneville, 1838)
- Aegoidus earlii Guérin-Méneville, 1840
- Aegoidus pacificus Tippmann, 1960
- Aegoidus peruvianus Buquet, 1838
- Aegoidus weyrauchi Tippmann, 1953